# مطار كاتانيا-فونتاناروسا
مطار كتانيا فنتشنزو بيلليني (إياتا: CTA، إيكاو: LICC)(بالإيطالية: Aeroporto di Catania-Fontanarossa Vincenzo Bellini) يقع 2.3 ميل بحري  أو 4.3 كم جنوب غرب قطانية، ثاني أكبر مدينة في جزيرة صقلية. سمي المطار تيمنا بملحن الأوبرا فينتشينزو بيليني المولود في كاتانيا.

## شركات الطيران والوجهات
| شركـات طيـران                   | الوجهات |
| ------------------------------- | --- |
| طيران إيجيان                    | موسمي: مطار أثينا الدولي |
| AeroItalia                      | موسمي: مطار أوريو أل سيريو، Forlì |
| العربية للطيران                 | مطار محمد الخامس الدولي |
| إير كايرو                       | مطار القاهرة الدولي، مطار الأقصر الدولي، مطار شرم الشيخ الدولي |
| الخطوط الجوية الفرنسية          | مطار باريس شارل ديغول |
| طيران مالطا                     | مطار مالطا الدولي |
| طيران صربيا                     | مطار نيكولا تسلا في بلغراد |
| الخطوط الجوية النمساوية         | موسمي: مطار فيينا الدولي |
| الخطوط الجوية البريطانية        | موسمي: مطار غاتويك |
| DAT                             | مطار لامبيدوزا، مطار بانتيليريا |
| إيزي جيت                        | مطار بازل - ميلوز - فريبورغ الأوروبي، مطار برلين براندنبرغ، مطار جنيف الدولي، مطار غاتويك، مطار لندن لوتن، مطار مالبينسا، مطار نابولي، مطار باريس شارل ديغول موسمي: مطار سخيبول أمستردام، مطار بوردو ميرينياك، مطار بريستول، مطار إدنبرة، مطار ليون سانت إكسوبيري، مطار مانشستر، مطار نانت، مطار نيس كوت دازور، مطار زيورخ الدولي |
| إديلويس إير                     | مطار زيورخ الدولي |
| إل عال                          | مطار بن غوريون الدولي |
| يورو وينجز                      | مطار دوسلدورف الدولي موسمي: مطار كولونيا بون الدولي، مطار دورتموند، مطار هامبورغ، مطار شتوتغارت الدولي |
| فلاي دبي                        | مطار دبي الدولي |
| أيبيريا (شركة طيران)            | موسمي: مطار مدريد باراخاس الدولي |
| يسرائير                         | مطار بن غوريون الدولي |
| إيتا (شركة طيران)               | مطار ليناتي، مطار ليوناردو دا فينشي |
| جيت تو دوت كوم                  | موسمي: مطار برمينغهام، Leeds/Bradford، مطار لندن ستانستد، مطار مانشستر |
| الخطوط الجوية الملكية الهولندية | مطار سخيبول أمستردام |
| لوفتهانزا                       | مطار فرانكفورت، مطار ميونخ الدولي |
| لوكس إير                        | موسمي: مطار لوكسمبورغ |
| نيوس (شركة طيران)               | موسمي: مطار أوريو أل سيريو، Heraklion، مطار مالبينسا، Rhodes، مطار شرم الشيخ الدولي، Verona |
| آير شاتل النرويجية              | موسمي: مطار كوبنهاغن، مطار أوسلو-غاردرموين، مطار ستوكهولم أرلاندا |
| رايان إير                       | Ancona، مطار باري كارل فويتيالا ‏، مطار أوريو أل سيريو، مطار برلين براندنبرغ، مطار بولونيا، مطار هنري كواندا الدولي، مطار بودابست فرانز ليست الدولي، Cagliari، مطار آيندهوفن، مطار جنوة كريستوفورو كولومبو، مطار فرانكفورت هان، مطار كاتوفيتشي، مطار كراكوف، مطار لندن ستانستد، مطار مدريد باراخاس الدولي، مطار مالطا الدولي، مطار مارسيليا، مطار مالبينسا، مطار نابولي، Perugia، مطار أبروتسو الدولي، مطار بيزا الدولي، مطار ليوناردو دا فينشي، مطار إشبيلية، مطار صوفيا، مطار تيرانا الدولي (تبدأ في 31 أكتوبر 2023)، Trieste، مطار تورينو، مطار البندقية ماركو بولو، Verona، مطار فيينا الدولي، مطار وارسو مودلين موسمي: Alghero، مطار أثينا الدولي، مطار بروكسل شارلروا الجنوب، مطار لندن لوتن                                                                                |
| الخطوط الجوية الإسكندنافية      | موسمي: مطار أوسلو-غاردرموين (تبدأ في 24 يونيو 2023) |
| SkyAlps                         | موسمي: Bolzano |
| خطوط ترافل سيرفس الجوية         | موسمي: مطار براتيسلافا الدولي، مطار فاكلاف هافيل الدولي، مطار وارسو فريدريك شوبان |
| الخطوط الجوية الدولية السويسرية | موسمي: مطار جنيف الدولي، مطار زيورخ الدولي |
| Sun d'Or                        | موسمي: مطار بن غوريون الدولي |
| ترانسافيا                       | موسمي: مطار سخيبول أمستردام، مطار باريس أورلي |
| توي فلاي بلجيكا                 | موسمي: مطار بروكسل الدولي |
| الخطوط الجوية التركية           | مطار إسطنبول الدولي |
| فولوتيا                         | Ancona، مطار نابولي، Verona موسمي: Florence، Lourdes، مطار نانت، Olbia، مطار تولوز بلانياك |
| خطوط فيولينغ الجوية             | مطار برشلونة الدولي، Florence |
| ويز للطيران                     | مطار بوفيه - تيه (تبدأ في 19 ديسمبر 2023)، مطار بولونيا، مطار هنري كواندا الدولي، مطار بودابست فرانز ليست الدولي، مطار بروكسل شارلروا الجنوب (تبدأ في 19 ديسمبر 2023)، مطار كلوج نابوكا الدولي، مطار فرانكفورت هان (تبدأ في 18 ديسمبر 2023)، مطار هامبورغ (تبدأ في 18 ديسمبر 2023)، مطار ياش الدولي، مطار كاتوفيتشي، مطار كراكوف، مطار ميمينجين، مطار ليناتي، مطار مالبينسا، مطار فاكلاف هافيل الدولي، مطار الملك خالد الدولي، مطار صوفيا، مطار بن غوريون الدولي، مطار تيرانا الدولي، مطار تورينو، مطار البندقية ماركو بولو، Verona، مطار وارسو فريدريك شوبان موسمي: مطار أبو ظبي الدولي، Heraklion، مطار غاتويك (تنتهي في 28 أكتوبر 2023)، مطار مالطا الدولي (تبدأ في 1 يوليو 2023)، مطار ميكونوس، مطار سانتوريني (ثيرا) الوطني، مطار شرم الشيخ الدولي (تبدأ في 29 أكتوبر 2023) |